# Таманваям
Таманваям — река на северо-востоке Камчатского края.
Длина реки — 57 км. Площадь водосборного бассейна — 589 км². Протекает по территории Олюторского района Камчатского края. Исток — озеро Анана. Впадает в Берингово море (лагуна Таман).
Название в переводе с корякского Тамананваям — «весло-река».

## Данные водного реестра
По данным государственного водного реестра России относится к Анадыро-Колымскому бассейновому округу.
Код объекта в государственном водном реестре — 19060000212120000002204.